# Swissport

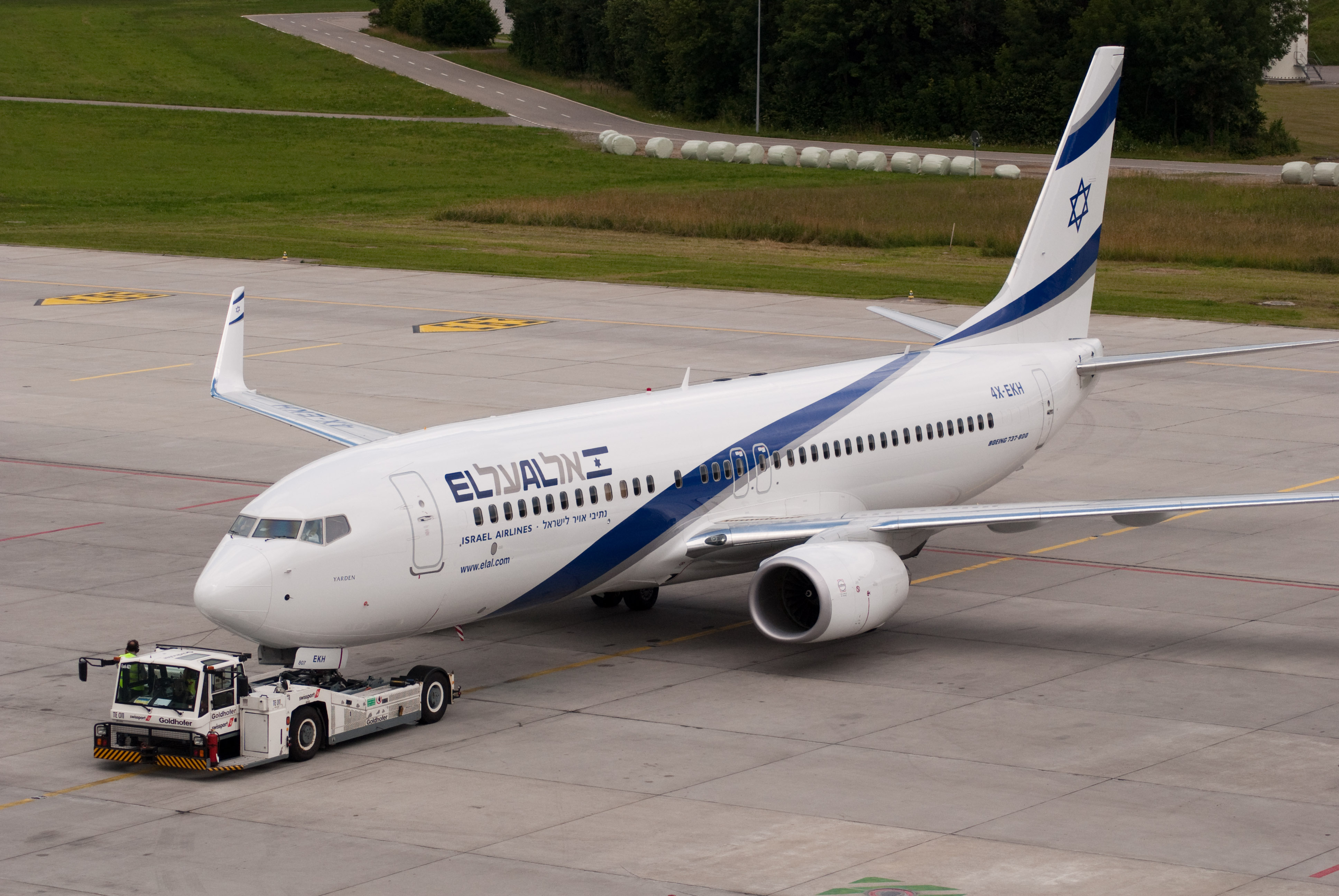
Boeing 737-800 de El Al utilizando servicios de Swissport en el Aeropuerto de Zúrich

Swissport International Ltd. (abreviadamente Swissport) es una empresa de handling, creada en los años 90 en Suiza como una subsidiaria de la compañía aérea Swissair y enfocada en los servicios de apoyo al transporte aéreo (servicios auxiliares para los propios aviones, a los pasajeros y a la carga).
En los años 90, la empresa adquiere los servicios de apoyo terrestre de la Aer Lingus, en el aeropuerto de Heathrow, y de la DynAir Holdings Inc, en los EUA. Esta última adquisición permitió a la Swissport el acceso a aeropuertos de gran tráfico.
En el año 2005, el control accionario de Swissport fue adquirido por Ferrovial, empresa de origen española.
En 2006, Swissport prestó servicios a más de 70 millones de pasajeros, y cerca de 2 millones de aeronaves, empleando en esta época cerca de 23.000 personas, y operando en más de 180 aeropuertos, distribuidos por 42 países.
La Swissport fue premiada siete veces consecutivas (de 2001 a 2007) por el Institute for Transport Management (ITM), por la excelencia de los servicios de apoyo terrestre aeroportuario.
Hasta noviembre de 2010, Swissport International Ltd., fue subsidiaria de Ferrovial, una empresa líder de servicios aeroportuarios con sede en España, proveyendo servicios en tierra para más de 70 millones de pasajeros y 2,8 millones de toneladas de carga anualmente a través de 650 empresas clientes. 
Con su actual cuadro de más de 64.000 funcionarios, a Swissport esta activa en 300 aeropuertos alrededor de 47 países en seis continentes, y genera un lucro operacional de 3.13 billones EUR en 2019. 